# Meximieux (tổng)
Tổng Meximieux là một tổng của Pháp nằm ở tỉnh Ain trong vùng Rhône-Alpes.

## Địa lý
Tổng này được tổ chức xung quanh Meximieux ở quận Bourg-en-Bresse. Độ cao ở đây từ 182 m (Saint-Maurice-de-Gourdans) đến à 323 m (Villieu-Loyes-Mollon) với độ cao trung bình 248 m.

## Hành chính
| Giai đoạn | Ủy viên       | Đảng | Tư cách |
| --------- | ------------- | ---- | ------- |
| 2008-2014 | Claude Marcou | UMP  |         |
| 2001-2008 | Claude Marcou | RPR  |         |

## Số đơn vị
Tổng Meximieux groupe 12 xã và có dân số 17 275 dân (theo điều tra dân số năm 1999, số lượng không tính trùng).
| Xã                        | Dân số | Mã bưu chính | Mã insee |
| ------------------------- | ------ | ------------ | -------- |
| Bourg-Saint-Christophe    | 824    | 01800        | 01054    |
| Charnoz-sur-Ain           | 810    | 01800        | 01088    |
| Faramans                  | 592    | 01800        | 01156    |
| Joyeux                    | 206    | 01800        | 01198    |
| Meximieux                 | 6 840  | 01800        | 01244    |
| Le Montellier             | 221    | 01800        | 01260    |
| Pérouges                  | 1 103  | 01800        | 01290    |
| Rignieux-le-Franc         | 839    | 01800        | 01325    |
| Saint-Éloi                | 402    | 01800        | 01349    |
| Saint-Jean-de-Niost       | 1 082  | 01800        | 01361    |
| Saint-Maurice-de-Gourdans | 1 949  | 01800        | 01378    |
| Villieu-Loyes-Mollon      | 2 407  | 01800        | 01450    |

## Biến động dân số
| 1962                                                     | 1968  | 1975  | 1982   | 1990   | 1999   |
| -------------------------------------------------------- | ----- | ----- | ------ | ------ | ------ |
| 6 289                                                    | 6 888 | 8 572 | 10 781 | 14 704 | 17 275 |
| Nombre retenu à partir de 1962 : dân số không tính trùng |       |       |        |        |        |